# سکس متعارف

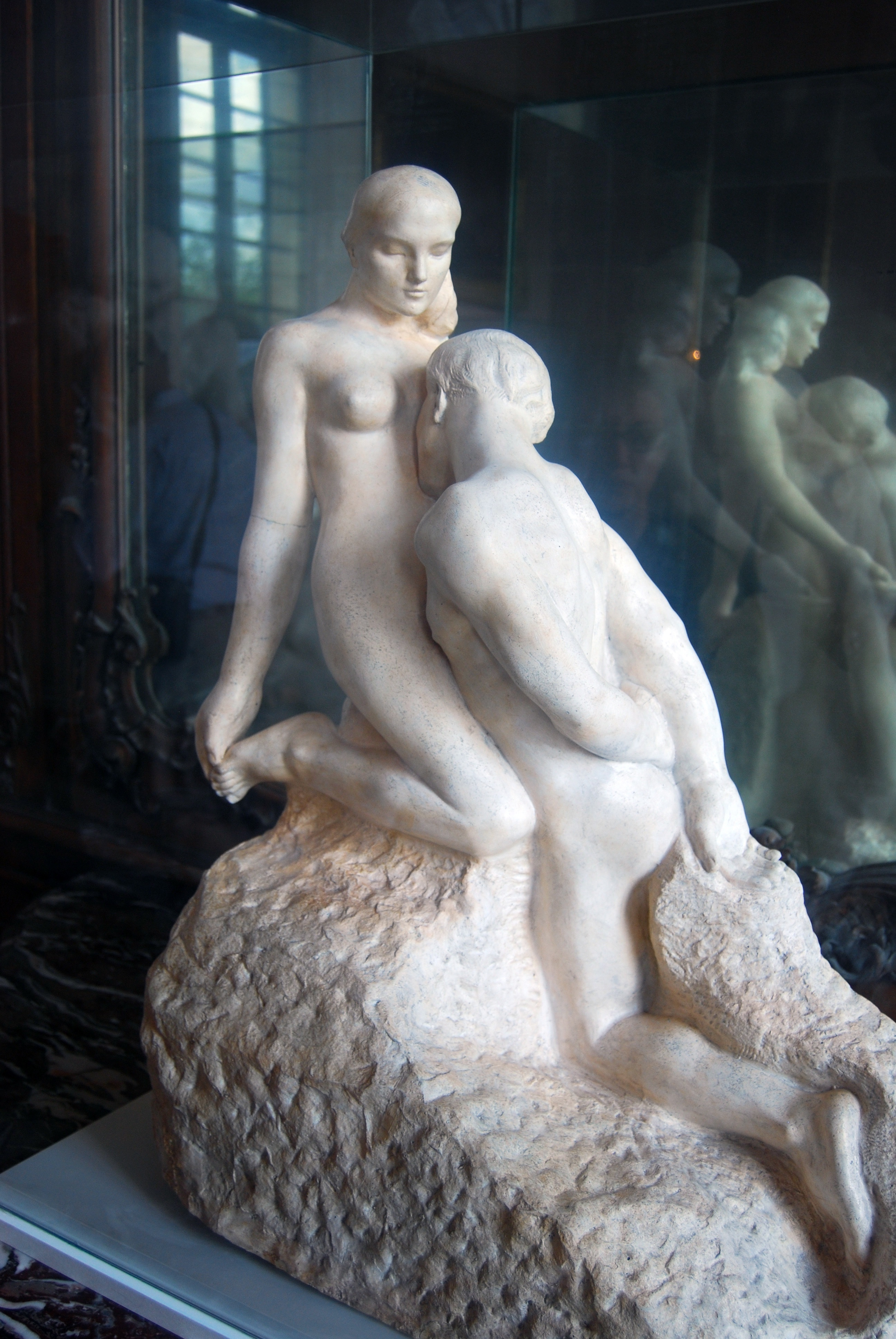
مجسمه‌ای از مجسمه ساز فرانسوی، آگوست رودن (Auguste Rodin) در موزه جی. پال گتی

سکس فراگیر، سکس رایج یا سکس وانیلی، شامل رفتارهای جنسی‌ای است که در یک فرهنگ یا خرده فرهنگ، رایج و عادی قلمداد میشود و شامل روابط جنسی‌ای است که دربرگیرنده بی‌دی‌اس‌ام، کینک یا فتیشیسم نیست.

## شرح
تعریف دقیق آنچه سکس فراگیر و متداول خوانده می‌شود بیشتر به هنجارهای رایج در فرهنگ‌ها و خرده فرهنگ‌ها برمیگردد. به عنوان مثال، در جهان غرب و درمیان میان زوجین دگرجنس گرا، سکس رایج به عنوان آمیزش جنسی در پوزیشن مشناری تعریف می‌شود. همچنین می‌تواند دخول جنسی‌ای را توصیف کند که هیچ عنصری از بی دی اس ام، کینک یا فتیش در آن وجود ندارد.
مجله پزشکی بریتانیا رابطۀ جنسی متعارف بین زوج‌های همجنس را به عنوان «سکسی که فراتر از محبت، استمنا برای یکدیگر و رابطه جنسی دهانی و مقعدی است» تعریف می‌کند. علاوه بر استمناء برای همدیگر، فعالیت‌های جنسی دیگری که بیشترین نفوذ را در بین افراد با جنسیت مشابه دارد شامل آمیزش جنسی بدون مقاربت از قبیل لاپایی، آلت به آلت مالی و طبق زنی هستند، اگرچه آلت به آلت مالی به‌عنوان یک روش متداول شناخته شده‌است اما در بین زوجین لزبین به‌ندرت مورد بحث قرار گرفته‌است.

## تمایلات جنسی وانیلی
اصطلاح «وانیل» در «سکس وانیلی» برآمده از استفاده متداول عصاره وانیل، به عنوان طعم‌دهندۀ اصلی در بستنی‌ها می‌باشد و منظور از این قیاس نیز رواج این موضوع است، چنانکه بستنی وانیلی به عنوان فرم ساده و رایج بستنی شناخته شده است. در روابطی که فقط یکی از طرفین لذت چندانی از سکس رایج نمی‌برد و در مقابل او شریک دیگر که علاقه ای به مشارکت در سکس‌های نامعمول ندارد، غالباً به عنوان شریک وانیلی معرفی می‌گردد. شریک جنسی وانیلی با کاوش در کنار شریک غیر وانیلی خود، ممکن است گرایش‌های جدید جنسی خود را که پیشتر از آن اطلاع نداشته، کشف کند.